# Leonid Kógan
Leonid Boríssovitx Kógan (en rus: Леони́д Бори́сович Ко́ган; ucraïnès: Леонід Борисович Коган; 14 de novembre de 1924 – 17 de desembre de 1982) va ser un eminent violinista soviètic. Molts el consideren un dels millors violinistes del segle xx. En particular, es considera que va ser un dels màxims representants de l'Escola Soviètica de violí.

## Biografia i carrera
Kógan va néixer en una família jueva a Iekaterinoslav (ara Dniprò). El seu pare era fotògraf. Després de mostrar un primer interès i habilitat per tocar el violí, la seva família es va traslladar a Moscou, on va poder continuar els estudis. Des dels deu anys va estudiar amb el conegut pedagog del violí Abram Iampolski. El 1934, Jascha Heifetz va fer concerts a Moscou. "Vaig assistir a tots", va dir Kógan més tard, "i fins ara recordo cada nota que tocava. Era l'artista ideal per a mi". Quan Kógan tenia 12 anys, Jacques Thibaud era a Moscou i el va sentir tocar. El virtuós francès va predir un gran futur per a Kógan.
Kógan va estudiar a l'Escola Central de Música de Moscou (1934–43), després al Conservatori de Moscou (1943–48), on va estudiar el postgrau (1948–51). Als 17 anys, i mentre encara era estudiant, va actuar per tota la Unió Soviètica. Va ser co-guanyador del primer premi al Festival Mundial de la Joventut de Praga. El 1951, va guanyar el primer premi al Concurs Reina Elisabet de Brussel·les amb una interpretació enlluernadora del Primer Concert de Paganini que incloïa una interpretació excepcional de la cadenza de Sauret.
El seu debut oficial va ser el 1941, tocant el Concert de Brahms amb l'⁣Orquestra Filharmònica de Moscou a la Gran Sala del Conservatori de Moscou. Les seves gires internacionals en solitari el van portar a París i Londres el 1955, i després a Amèrica del Sud i als Estats Units els anys següents. Kógan tenia un repertori de més de 18 concerts i se li van dedicar diversos concerts de compositors moderns. El 1952, va començar a ensenyar al Conservatori de Moscou, i el 1980 va ser convidat a ensenyar a l'⁣Accademia Musicale Chigiana de Siena, Itàlia.

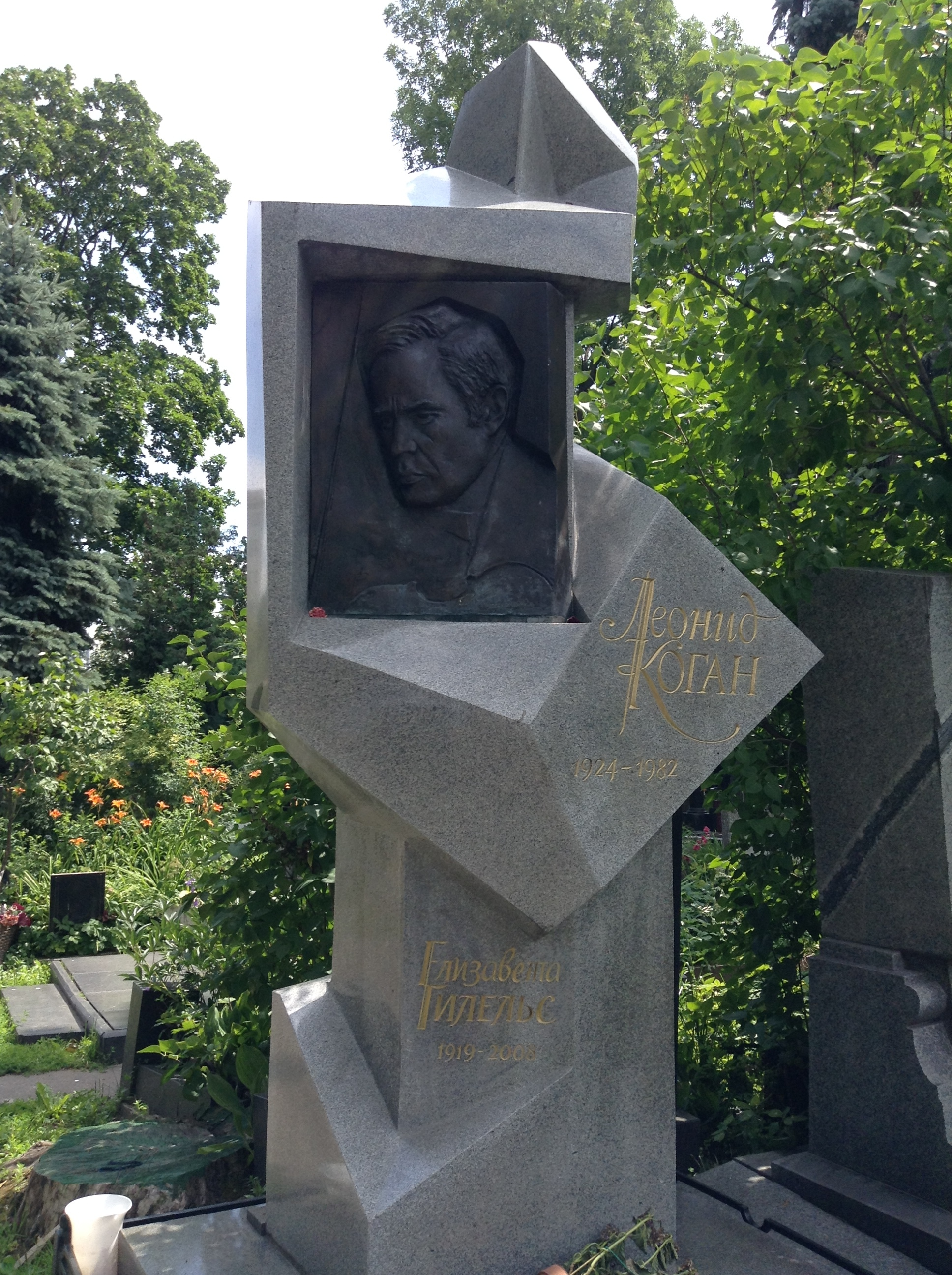
La tomba de Leonid Kógan

Kógan, un violinista brillant i convincent que va destacar tant en el repertori de concerts com en la música de cambra, va evitar la publicitat. La seva carrera sempre va ser eclipsada per aquella de David Óistrakh, que va ser fortament promogut per les autoritats soviètiques. Com Óistrakh, Kógan va fer algunes gravacions d'estudi a Occident, principalment per a EMI. Tanmateix, la major part de les seves gravacions es van fer a la Unió Soviètica, i la seva disponibilitat fora d'aquell país va ser molt rara fins al llançament del conjunt de discos de Brilliant "Historic Russian Archives Leonid Kogan Edition".
Va ser nomenat artista popular de l'URSS el 1964 i va rebre el premi Lenin el 1965.
Kógan es va casar amb Elizabeth Gilels (germana del pianista Emil Guílels), també violinista de concert. El seu fill, Pavel Kogan (n. 1952) va esdevenir un famós violinista i director d'orquestra. La seva filla, Nina Kogan (n. 1954), és concertista de piano i es va convertir en l'acompanyant i parella de sonates del seu pare a una edat primerenca. Després de tocar el Concert per a violí de Beethoven a Viena, Kógan va morir d'un atac de cor dos dies després a la ciutat de Mitisxi, mentre viatjava en tren entre Moscou i Iaroslavl per a un concert que havia de fer amb el seu fill. Va ser enterrat al cementiri de Novodévitxi.
Molts especulen que Kógan tocava amb totes les cordes d'acer, tot i que no hi ha una confirmació clara. Mentre els seus associats més propers indiquen que tocava amb cordes de budell excepte per a la corda "mi" d'acer, és molt probable que utilitzés diferents combinacions al llarg de la seva carrera.

## Instruments
Kógan va utilitzar dos violins Guarneri del Gesù: l'ex-Colin de 1726 i l'ex-Burmester de 1733. Va fer servir arcs francesos de Dominique Peccatte. Kógan mai va ser el propietari d'aquests instruments; van ser proporcionats en préstec pel govern soviètic. Actualment, tenen un valor de més de 4 milions de dòlars.